# Доктор Калюжный (фильм, 1939)
«Доктор Калю́жный» — советский мелодраматический чёрно-белый звуковой художественный фильм  режиссёров Эраста Гарина и Хеси Локшиной, поставленный по сценарию пьесы Юрия Германа «Сын народа» на киностудии «Ленфильм» в 1939 году.

## Сюжет
Молодой врач Кузьма после окончания ленинградского института, оставив в городе любимую девушку Лену, возвращается в родной посёлок Гречишки и энергично берётся за дело. Больница в полном запустении, но герой не отчаивается и даже делает научное открытие, которое помогает вернуть зрение старому учителю и сестрёнке бывшей невесты.

## В ролях
| Актёр                           | Роль                                      |
| ------------------------------- | ----------------------------------------- |
| Борис Толмазов                  | Кузьма Калюжный, доктор                   |
| Мария Барабанова                | Евграф Тимофеевич, конюх («вечнобольной») |
| Юрий Толубеев                   | Пархоменко Григорий Иванович, учитель     |
| Янина Жеймо                     | Ольга, слепая сестра Лены                 |
| Аркадий Райкин                  | Моня Шапиро, новоиспечённый врач          |
| Валентин Киселёв                | Прокоп Прокопыч Колечко, фельдшер         |
| Зинаида Квятковская             | Лена, девушка Калюжного                   |
| Татьяна Сукова                  | секретарь райкома                         |
| Константин Сорокин              | сторож в больнице                         |
| Екатерина Мелентьева (Боярская) | Фрося Мухина, медсестра                   |